# السنبرية
السنبرية كانت قرية فلسطينية تبعد 31.5 كيلومتر شمال شرق مدينة صفد، مبنية على أرض خفيفة الانحدار في الطرف الشمالي من سهل الحولة.
سكان السنبرية - جميعهم من المسلمين- كانوا يتزودون بمياه الشرب من بعض الينابيع المجاورة، ويعتمدون على الزراعة في تحصيل رزقهم، ويستنبتون الفاكهة والخضروات في الجهتين الشمالية والجنوبية من الموقع.
في 1944/1945، كان ما مجموعه 1739 دونماً مخصصاً للحبوب، و539 دونماً مرويًا أو مستخدماً للبساتين. وقد عُثر على موقع أثري قديم جدًا، في موضع يبعد أكثر من كيلومتر إلى الشمال من القرية، على هضبة ترتفع عن القرية 100 متر تقريباً. 
بلغ عدد سكان السنبرية في عام 1931، 83 نسمة، كانوا يقطنون آنذاك في 30 مسكن، وارتفع هذا العدد إلى 130 نسمة في عام 1945، وقد تشرد هؤلاء اثر نكبة 1948 على أيدي اليهود.

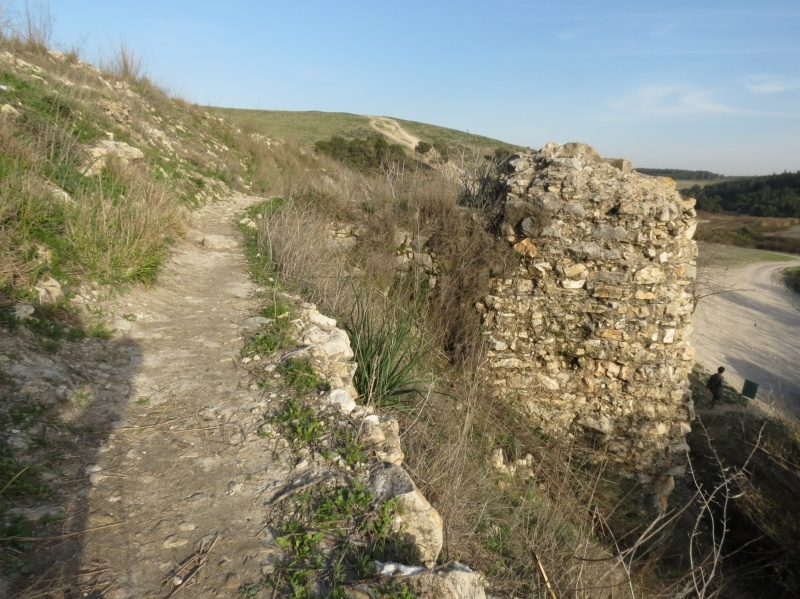
قرية السنبرية

## احتلال القرية
على الرغم من أن تاريخ احتلال السنبرية مجهول، فمن المرجح أن تكون احتُلّت في أيار مايو 1948؛ ذلك بأن القرية كانت تقع ضمن المنطقة المخصصة لعملية يفتاح؛ تلك العملية الهجومية التي شنت في الجليل الأعلى، في النصف الثاني من نيسان/أبريل 1948. في وقت لاحق من صيف سنة 1948، جال أحد مسؤولي الصندوق القومي اليهودي في المنطقة ووجد أن الكثير من منازل السنبرية ما زال قائمًا، وإنها بلا سقوف، وكون هذه المنازل بلا سقوف يعني أن القرية تعرضت لهجوم مباشر، واستنادًا إلى المؤرخ الإسرائيلي بِني موريس، وجّه هذا المسؤول تعليماته إلى أمانة سرّ كيبوتس معيان باروخ المجاور بوجوب تدمير المنازل فورًا، وكي يشجعهم على القيام بذلك، أبلغهم أن من شأن التدمير تمكين الكيبوتس من أخذ أراضي القرية؛ إذا أنه سيحول دون عودة سكانها.، وقد تمت الموافقة على ذلك فورًا.

### القرية اليوم
لم يبقَ من القرية أثر، يغطي العشب والشجر أرض الموقع غير المستوية، ويتفرق فيه بعض أشجار الزيتون القديمة، أما الأراضي المحيطة، فيستغلها المزارعون الإسرائيليون.

### مستوطنات على أنقاض القرية
- مستعمرة معيان باروخ قد أُنشئت على أراضي القرية في سنة 1947، شمالي الموقع مباشرة.
- مستعمرة دفنه، التي أُنشئت في سنة 1939، فتقع على بعد نحو 3 كلم إلى الشرق من القرية.
- مستعمرة يوفال، التي أُنشئت في سنة 1952 على أراضي قرية آبل القمح المدمّرة (قضاء صفد)، على بعد نحو كيلومتر شمالي غربي الموقع.[2]

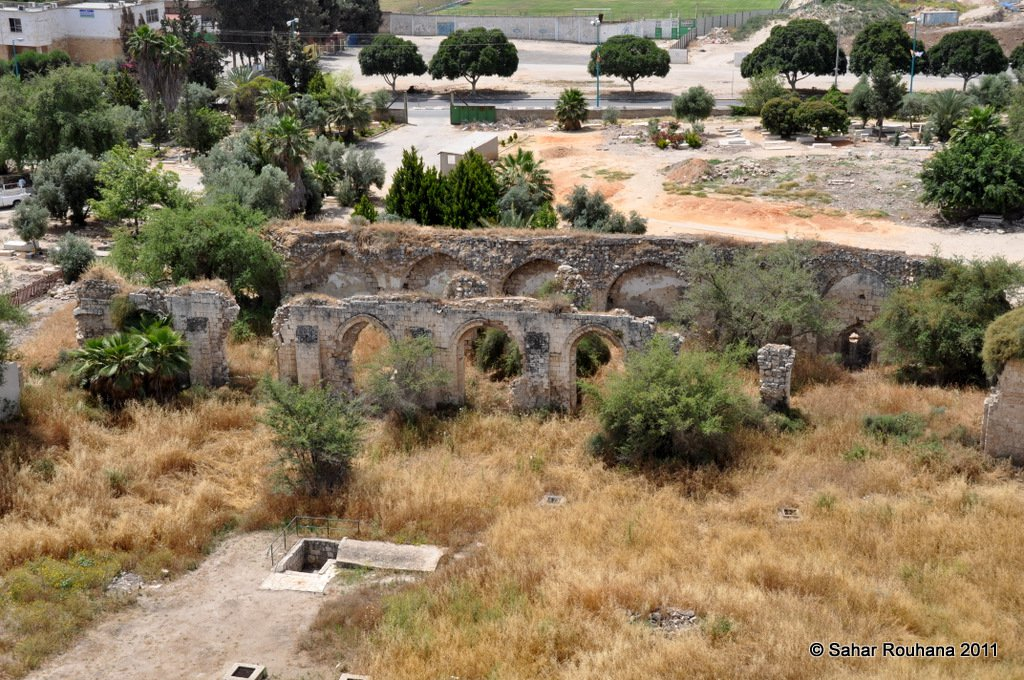
قرية السنبرية الفلسطينية المهجرة

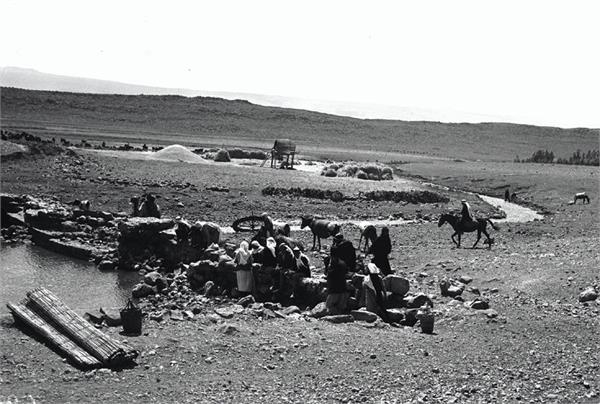
بيدر في السنبرية، 1938

## تاريخ
وجد علماء الآثار نقشاً مهماً على عمود روماني، فيه إشارة إلى الإمبراطور الروماني يوليانُس. وقد عُثر على العمود شمالي السنبرية مباشرة، بالقرب من جسر روماني كان مشيّداً فوق وادي الحاصباني. وفي هذا كله دلائل تشير إلى أن المنطقة المحيطة بالقرية ربما كانت آهلة في العصر القديم.
يرجح بأن تكون القرية قد احتلت في أيار 1948، حيث تم تدمير القرية بالكامل وتهجير سكانها منها، وأقيمت على أراضيها مستوطنة معيان باروخ، ومستوطنة دفنة، ومستوطنة يوفال.

## وصلات خارجية
- السنبرية ترحب بكم